# Ariana Washington
Ariana Washington (Signal Hill, 27 agosto 1996) è una velocista statunitense, campionessa mondiale della staffetta 4×100 metri a Londra 2017, occasione in cui ha gareggiato in batteria.

## Progressione

### 100 metri piani
| Stagione | Tempo | Luogo      | Data      | Rank. Mond. |
| -------- | ----- | ---------- | --------- | ----------- |
| 2018     | 11"08 | Eugene     | 7-6-2018  | 31ª         |
| 2017     | 11"06 | Sacramento | 22-6-2017 | 28ª         |
| 2017     | 11"06 | Torrance   | 15-4-2017 | 28ª         |
| 2016     | 11"01 | Eugene     | 3-7-2016  | 17ª         |
| 2016     | 11"01 | Eugene     | 2-7-2016  | 17ª         |
| 2014     | 11"22 | Clovis     | 7-6-2014  | 54ª         |
| 2013     | 11"39 | Clovis     | 1-6-2013  | 120ª        |
| 2012     | 11"45 | Walnut     | 19-5-2012 | 173ª        |
| 2011     | 12"05 | Eugene     | 25-6-2011 | 1346ª       |

### 200 metri piani
| Stagione | Tempo | Luogo      | Data      | Rank. Mond. |
| -------- | ----- | ---------- | --------- | ----------- |
| 2018     | 22"54 | Des Moines | 24-6-2018 | 26ª         |
| 2017     | 22"39 | Eugene     | 10-6-2017 | 10ª         |
| 2016     | 22"21 | Eugene     | 11-6-2016 | 6ª          |
| 2014     | 22"96 | Clovis     | 7-6-2014  | 54ª         |
| 2013     | 23"18 | Cerritos   | 24-5-2013 | 94ª         |
| 2012     | 23"41 | Clovis     | 2-6-2012  | 185ª        |
| 2011     | 24"01 | Norwalk    | 21-5-2011 | 514ª        |

## Palmarès
| Anno | Manifestazione    | Sede    | Evento      | Risultato  | Prestazione | Note                                             |
| ---- | ----------------- | ------- | ----------- | ---------- | ----------- | ------------------------------------------------ |
| 2013 | Mondiali allievi  | Donec'k | 100 m piani | Argento    | 11"40       |                                                  |
| 2013 | Mondiali allievi  | Donec'k | 200 m piani | Bronzo     | 23"20       |                                                  |
| 2014 | Mondiali juniores | Eugene  | 100 m piani | 7ª         | 11"64       |                                                  |
| 2014 | Mondiali juniores | Eugene  | 4×100 m     | Oro        | 43"46       | Miglior prestazione mondiale stagionale under 20 |
| 2017 | Mondiali          | Londra  | 100 m piani | Semifinale | 11"29       |                                                  |
| 2017 | Mondiali          | Londra  | 4×100 m     | Oro        | 41"82       | [ 1 ]                                            |